# 동부초록맘바

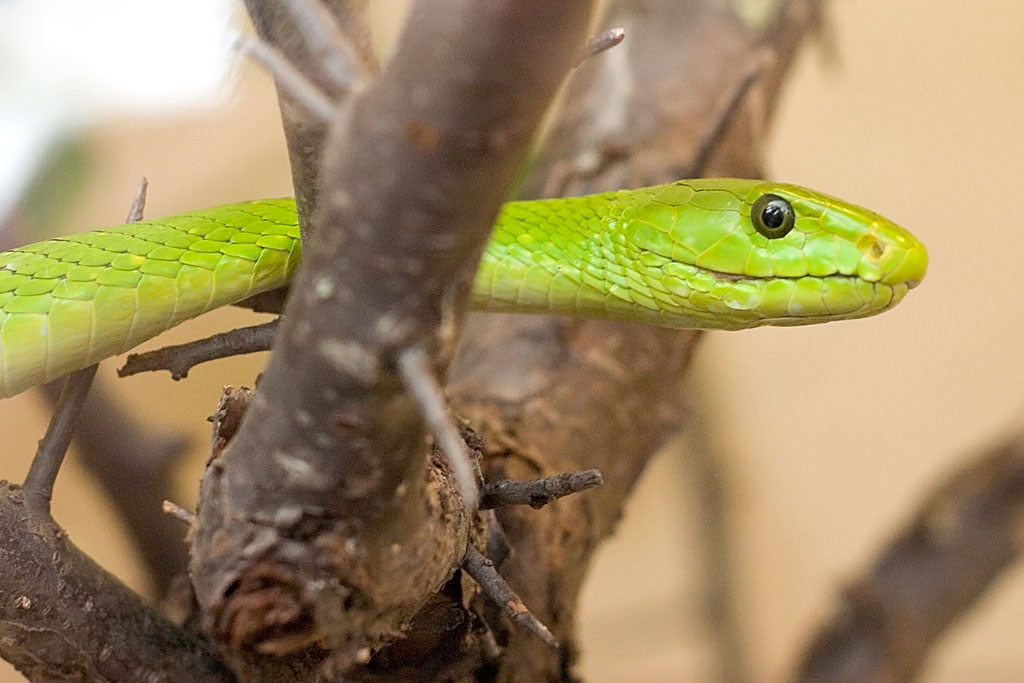

동부초록맘바(Dendroaspis angusticeps)는 동아프리카 남부 해안 지역에 서식하는 맘바속(Dendroaspis)의 독이 강한 뱀 종이다. 1849년 스코틀랜드 외과의사이자 동물학자인 앤드류 스미스(Andrew Smith)가 묘사한 이 동물은 등이 밝은 녹색이고 복부 비늘이 녹황색인 날씬한 체격을 갖고 있다. 성체 암컷의 평균 길이는 약 2미터(6피트 7인치)이고 수컷은 약간 더 작다.
동부초록맘바를 공격적이고 빠르게 움직이는 “사람을 쫓는 동물”로 분류하는 일반적인 도시 전설과 오해에도 불구하고, 실제로는 수줍음이 많고 찾기 힘든 종이기 때문에 나무 속에 숨겨져 거의 눈에 띄지 않는다. 이러한 고립은 일반적으로 자연 환경에서 효과적인 위장 역할을 하는 수목 서식지와 녹색에 기인한다. 치명적인 독을 가지고 있음에도 불구하고 동부초록맘바는 맹금류와 코브라와 같은 다른 뱀을 포함한 포식자로부터 자신을 보호해야 한다. 다른 코브라과 뱀의 전형적인 활동적인 사냥 스타일과는 달리 많은 살무사과 종에서 볼 수 있는 특성인 매복 포식에 참여하는 것이 관찰되었다. 새와 그 병아리, 알, 박쥐, 생쥐, 쥐, 저빌과 같은 수목 설치류와 같은 수목 및 날개 달린 동물을 잡아 먹는다.
동부초록맘바 독액은 신경독과 심장독으로 구성되어 있다. 독의 증상으로는 물린 상처 부위의 붓기, 현기증, 현기증, 메스꺼움, 탈수증, 호흡곤란, 삼키기 어려움 등이 있다. 이는 결국 부정맥과 경련으로 발전하여 모두 호흡부전으로 진행되어 뇌에 치명적인 산소 부족을 초래한다. 물린 상처가 심하거나 현장에서 즉시 치료되지 않으면 곧 치명적일 수 있다.